# Jazz's Great "Walker"
| Recensione | Giudizio |
| ---------- | -------- |
| AllMusic   | [ 2 ]    |

Jazz's Great "Walker" è un album discografico di Leroy Vinnegar, pubblicato dall'etichetta discografica Vee-Jay Records nel febbraio del 1965.

## Tracce

### LP
Lato A
1. Doing That Thing (Double Stopping) – 3:58 (Leroy Vinnegar)
2. You'd Be So Nice to Come Home To – 5:05 (Cole Porter)
3. If I Should Lose You – 3:56 (Leo Robin, Ralph Rainger)
4. Love Nest – 6:08 (Otto Harbach, Louis Hirsch)

Lato B
1. Kick, Laugh, Crawl – 4:30 (Mike Melvoin)
2. Persuasion – 3:45 (Don Nelson)
3. They Say It's Wonderful – 4:35 (Irving Berlin)
4. Bees Sees – 5:40 (Mike Melvoin)

## Musicisti
- Leroy Vinnegar - contrabbasso
- Mike Melvoin - piano
- Bill Goodwin - batteria

Note aggiuntive
- George S. Whiteman - design e foto copertina album originale
- Leonard Feather - note interne copertina album originale[3]